# Barkó (település)
Barkó (szlovákul Brekov) község Szlovákiában, az Eperjesi kerület Homonnai járásában.

## Fekvése
Homonnától 6 km-re délnyugatra, a Laborc jobb partján található.

## Nevének eredete
Neve a szláv berk (= berek) főnévből ered, majd a szlovák Brekov helynévből került a magyarba.

## Története
A falut 1248-ban említik először. Várát a Kaplon nemzetség nagymihályi ága építette a 13. század végén. A falu története szorosan kapcsolódik a vár történetéhez. 1317-ben a várat a királyi sereg elfoglalta és a Drugetheknek adta. 1466-ban a vár alatt ütközött meg Mátyás király Kázmér lengyel királlyal. Ide menekült Szapolyai János 1527-ben a tokaji vesztes csata után. 1624-ben Bethlen Gábor serege foglalta el. 1644-ben I. Rákóczi György serege rombolta le, azóta rom.
A 18. század végén Vályi András így ír róla: „BARKÓ. Orosz falu Zemplén Vármegyében, földes Ura Gróf Csáky Uraság, lakosai katolikusok, és ó hitűek, fekszik Őrmezőnek szomszédságában, mellynek filiája, Homonna Mező Városához egy mértföldnyire, határja három nyomásbéli; ’s ha trágyáztatik mindenféle gabonát terem, és két marhával is miveltethetik, réttyei meglehetős szénát teremnek, legelője elég, fája mind a’ kétféle, malma a’ szomszédságban, vagyonnyait eladhattya Szent Mihályon, és Homonnán, makkja oltsó, meszet is égetnek lakosai, első Osztálybéli.”
Fényes Elek 1851-ben kiadott geográfiai szótárában így ír a faluról: „Barkó, tót falu, Zemplén vármegyében, Homonnához egy mfd; a Latorcza mellett; 609 kath., 21 zsidó lak., 815 hold szántófölddel, erdővel, s egy sziklahegyen épült pusztavárral. F. u. gr. Csáky. Ut. p. Nagy-Mihály.”
Borovszky Samu monográfiasorozatának Zemplén vármegyét tárgyaló része szerint: „Barkó, laborczvölgyi tót kisközség. 105 házzal és 548 róm. kath. vallású lakossal. A község fölött emelkednek a barkói vár romjai. A vár – Karácsonyi szerint – a 13. században épült. 1316 körül Petnefi Péteré, kitől Róbert Károly elvette és a Drugetheknek adományozta. 1330 körül Drugeth Willermus fia Miklós tulajdona. 1466-ban itt a Kázmér lengyel királylyal tartó Drugetheket Mátyás király seregei megverték. 1488-ban Szapolyay István a várnagy. 1558-ban Homonnai Drugeth Antalé volt, kinek leánya az ellenpárti Kendy Ferencz neje lett. A vár így Kendy tulajdonába jutván, a császáriak lerombolták. Később ismét felépült és a Drugethek női ágán Szentiványi Kende Ferenczé lett. A tokaji vesztett csata után Szapolyay János is ide menekült. 1624-ben Bethlen Gábor foglalja el és Széchy Györgynek adományozza, kinek özvegye visszaadja a Drugetheknek. 1644-ben Rákóczy György seregei rombolják le a várat, mely azóta romokban hever; egy része azonban még később is lakható volt, a mit az is bizonyít, hogy Szobieszky lengyel király, mikor 1683-ban Bécsből Lengyelországba visszamenet, seregével erre felé járt, itt pihent meg. 1466-ban Mátyás király az egész telet itt töltötte. 1698-ban a vár és a község még mindig a homonnai uradalomhoz tartozik és a Barkóczyak az urai. Később azután a Csákyaké és Andrássyaké lett, ma pedig Szirmay Pál utódainak van itt nagyobb birtokuk. Barkó közelében feküdt a 15. században Mátyásfalva községe, mely szintén a homonnai uradalom tartozéka volt. A községben fennálló róm. kath. templom 1742-ben épült. A falu határában kiváló minőségű mészkő, sőt márvány is találtatik és egy nagyobb barlang látható, mely azonban még nincs kikutatva. A község postája, távírója és vasúti állomása Őrmező. Az Őrmező fölött és Barkó alatt szorost alkotó hegyképletnek a neve: „Krajnya kapuja”, ősrégi magyar neve: Gyepély.”
A trianoni diktátumig Zemplén vármegye Homonnai járásához tartozott.

## Népessége
| Év:            | 1994. | 2004.   | 2014.   | 2024.   |
| -------------- | ----- | ------- | ------- | ------- |
| Emberek száma: | 1236  | 1262    | 1368    | 1308    |
| Eltérés:       |       | +2,10 % | +8,39 % | -4,38 % |

| Év:            | 2023. | 2024.   |
| -------------- | ----- | ------- |
| Emberek száma: | 1321  | 1308    |
| Eltérés:       |       | -0,98 % |

A falunak 1910-ben 521, túlnyomórészt szlovák lakosa volt.
2001-ben 1249 lakosából 1214 szlovák volt.
2011-ben 1336 lakosából 1106 szlovák.

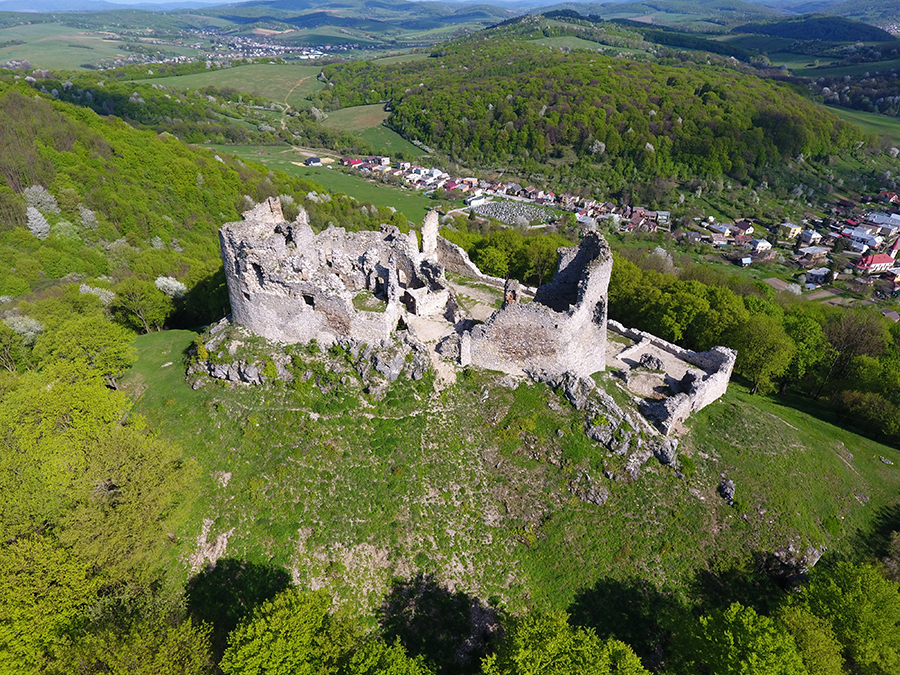
Barkó, a vár romjai légi fotón

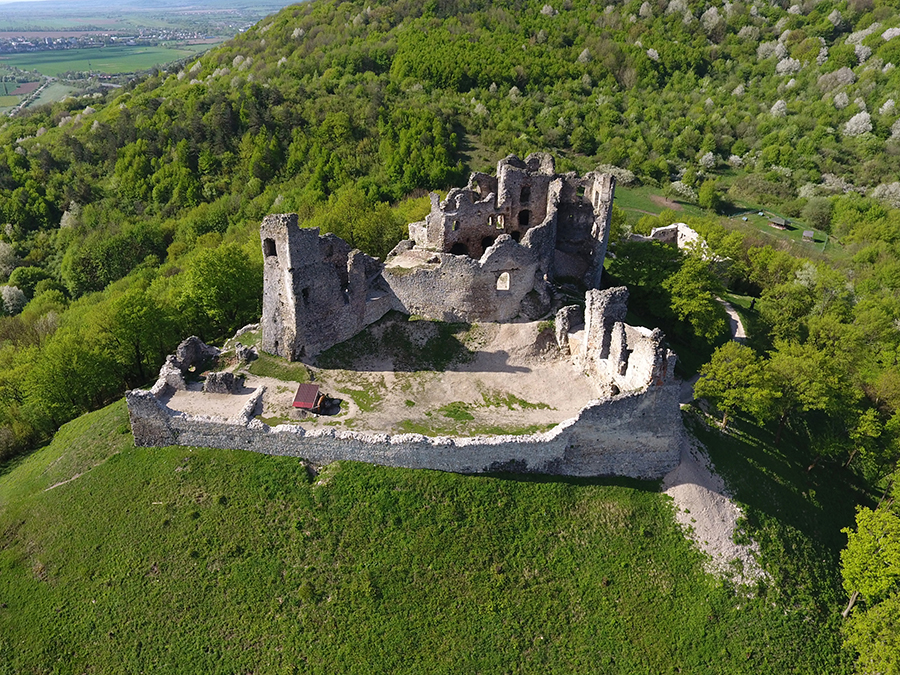
Barkó, a vár romjai légi felvételen

## Nevezetességei
- A falutól nyugatra emelkedő hegyen állnak Barkó várának romjai.
- Szent Mihály tiszteletére szentelt római katolikus temploma 1742-ben épült barokk stílusban.
- A falu elején, a Homonna felé eső részen áll a Hétfájdalmú Szűzanya kápolna. Michal Valiga állítta 1904-ben.
- A Laborc folyó és a jeszenői vár között több barlangból álló, nagy kiterjedésű barlangrendszer húzódik a föld alatt, mely a harcok idején a lakosság menedékhelye volt, később pedig borospinceként szolgált.
- Brekovi Nemzetközi Művésztelep.

## Képgaléria

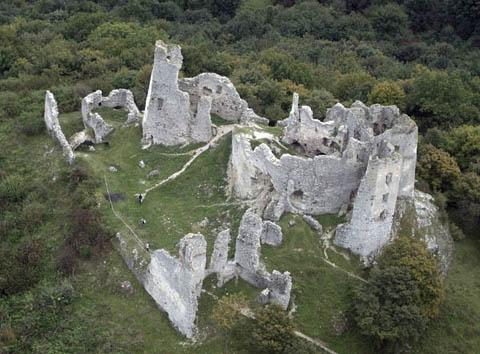
A vár romjai madártávlatból
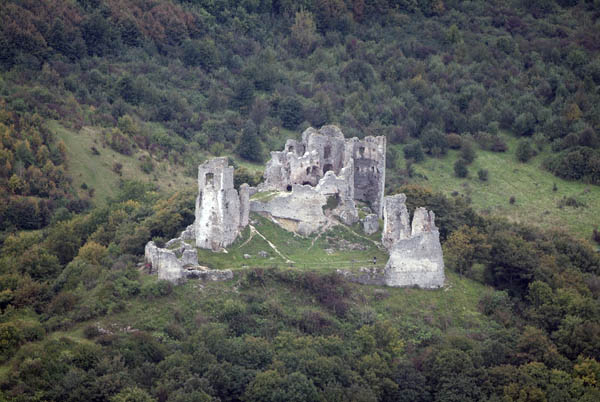
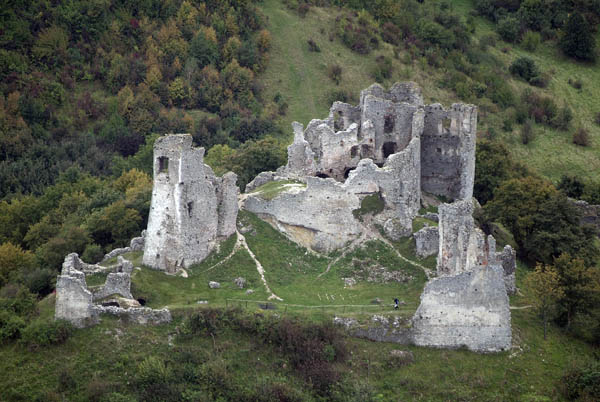